# Orbiter
Orbiter — компьютерная игра в жанре космический симулятор, использующий классическую механику, для моделирования поведения космических аппаратов и других объектов Солнечной системы. Космический симулятор был выпущен на бесплатной основе (freeware) 27 ноября 2000 года Мартином Швайгером, являющимся доктором медицинских наук, профессором кафедры медицинской физики и биоинженерии Университетского колледжа Лондона.

## Особенности
Orbiter - это реалистичный физический симулятор, позволяющий игрокам исследовать Солнечную систему в двух видах космических аппаратов: реалистичных (космический корабль Atlantis) и вымышленных (Delta-glider). Разработчик игры добавил возможность использовать вымышленные космические аппараты, для облегчения полетов для менее опытных пользователей. Симулятор достаточно реалистичен, чтобы воссоздать исторические космические полеты, а способность летать на вымышленных кораблях позволяет достигнуть тех областей Солнечной системы, которые не были исследованы в настоящее время.
Симулятор позволяет осуществлять перелеты между планетами и орбитальными станциями в Солнечной системе. Он отличается тщательно проработанной реалистичной физикой и богатыми возможностями конфигурирования и написания различных расширений (модификаций). Использованы реалистичные физические модели движения планет, динамики кораблей и атмосферных явлений. С помощью файлов конфигурации можно модифицировать существующие объекты, добавлять новые космические корабли, орбитальные станции и планетарные базы, а также создать новую солнечную систему.
Имеется развитое сообщество, разработано множество расширений. Для Орбитера существуют десятки моделей реальных носителей, кораблей и станций. Среди них: Восток/Восход, Mercury, Gemini, Союз, Saturn/Apollo, Skylab, Спейс Шаттл, Энергия/Буран, Салют, Мир, МКС и множество фантастических кораблей и сценариев.
Может использоваться в образовании, науке и промышленности.